# Tjepmaspoorbrug
Tjepmaspoorbrug is een bouwkundig kunstwerk in Amsterdam-Zuidoost.
Dit spoorviaduct (dubbele spoorbrug met tweemaal enkelspoor) stamt uit de midden jaren zeventig wanneer Amsterdam druk bezig is met de aanleg van de Oostlijn binnen de Amsterdamse Metro. Het traject zou van metrolijn 54 (Geinlijn) gaan worden. Die metro maakt deels gebruik van een traject dat al meer dan 130 jaar in gebruik was bij de Spoorlijn Amsterdam - Elten, traject Amsterdam-Utrecht. Pas sinds augustus 1982 buigt die Geinlijn ten zuiden van metrostation Holendrecht naar het oosten af; het spoortraject gaat rechtdoor naar het zuiden. De spoorlijn werd gelijktijdig met de bouw van de metro tot vlak voor Abcoude verhoogd en naar het oosten verplaatst met de metrosporen in het midden. 
Net ten zuiden van die afsplitsing was een doorgang nodig voor voetgangers en fietsers van de dan nog toekomstige wijk Reigersbos richting Academisch Medisch Centrum, dat ook nog afgebouwd moest worden. Het viaduct lag er dan ook jaren ongebruikt bij en leidde over niets. Bij de bouwtekeningen is de volledige topologische plaats ook nog niet bekend; het wordt gebouwd ten noorden van de geplande verlenging van Rijksweg 6, maar die kwam uiteindelijk na protesten hier niet te liggen. Het werd gebouwd met het uiterlijk van een Amsterdams metroviaduct. Het viaduct werd in maart 1976 in 2 fasen gelijktijdig met de verhoogde spoorbaan in gebruik genomen. De oude laaggelegen spoorbaan kon toen worden opgebroken.
Het viaduct ging jarenlang door het leven onder het nummer 97S, het is dan ook in beheer bij ProRail en Nederlandse Spoorwegen. In 1983 kreeg het onderliggende Tjepmapad haar functie als voet- en fietspad en ook haar naam; een vernoeming naar voormalige buitenplaats Tjepma nabij Vleuten. In de jaren nul van de 21e eeuw kreeg het viaduct gezelschap van twee nieuwe viaducten in verband met de verdubbeling van de sporen tussen Amsterdam-Utrecht. Het geheel werd in geel en blauw betegeld en de viaducten liggen een stuk uit elkaar om ruimte te maken voor het invoegen van de metrosporen bij station Holendrecht. 
Pas in november 2017 kreeg de spoorviaducten een gezamenlijke vernoeming.  

## Lichtkunstwerk
Sinds februari 2023 hangt  op het viaduct aan de oostkant boven het Tjepmapad een kunstwerk van Fredike Top met de, 's-avonds verlichte,  straatzin "Ik-ben-een-kind-van-de-Bims"
en aan de westkant "Ik ben de moeder van Zuidoost". Deze zinnen zijn een deel van een groter kunstproject langs het spoor.

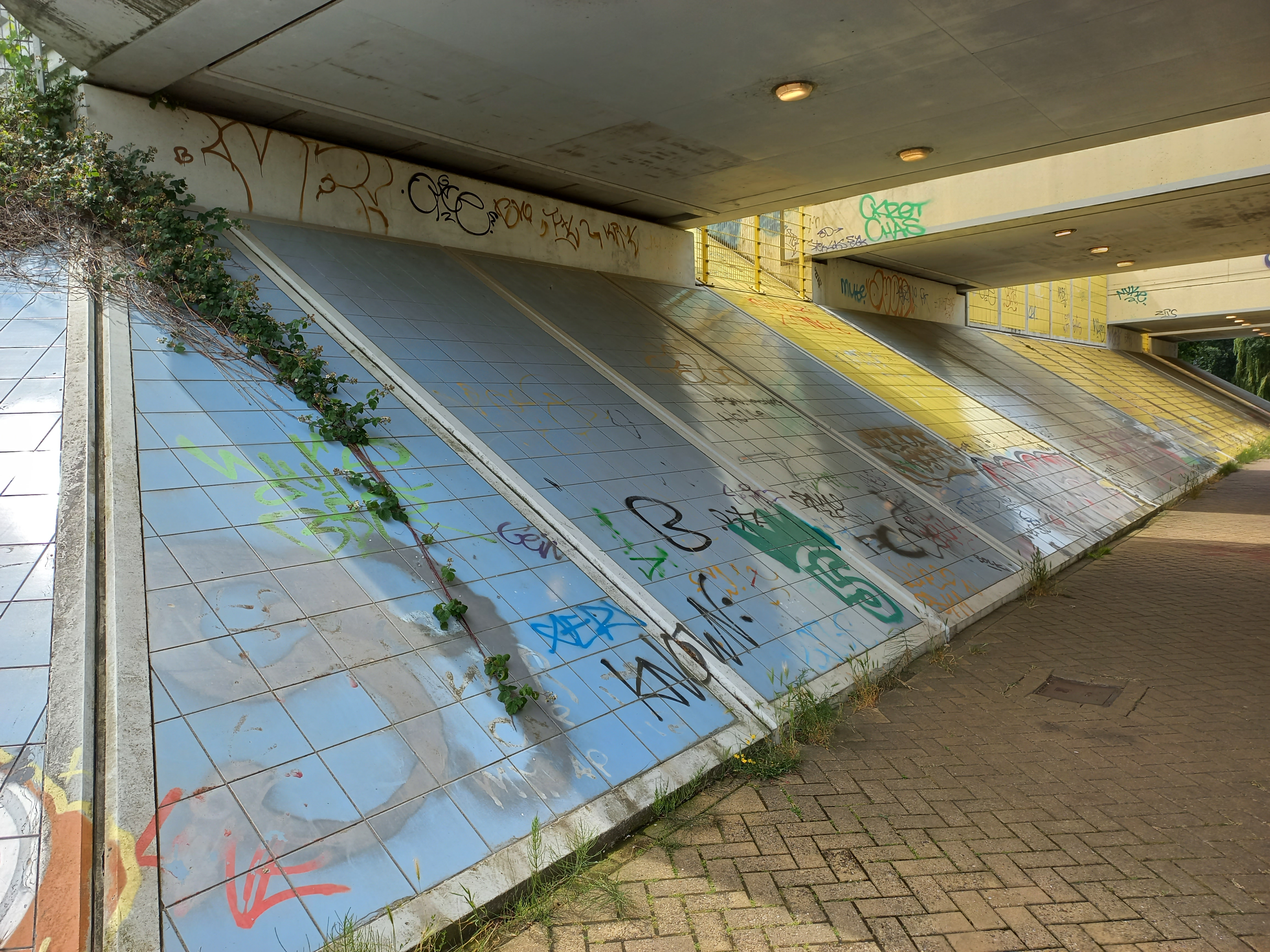
Tjepmaspoorbrug betegeling (juni 2022)

Abcouderpadspoorbrug ·
AMC-Padspoorbrug ·
Amstelveensewegspoorbrug ·
Anderlechtspoorbrug ·
Arlandaspoorbrug ·
Basiswegspoorviaduct Oost ·
Basiswegspoorviaduct West ·
Beethovenspoorbrug ·
Ben Viljoenspoorbrug ·
Beukenwegspoorbrug ·
Bonispoorbrug ·
Bos en Lommerspoorbrug ·
Spoorbrug in de Burgemeester Stramanweg · 
Bullewijkspoorbrug ·
Carrascospoorviaduct ·
Celebesspoorbrug ·
Comeniusspoorbrug ·
Czaar Peterspoorbrug ·
Cruquiusspoorbrug ·
Dalsteinbrug ·
Domselaerspoorbrug ·
Erasmusspoorbrug ·
Europaboulevardspoorbrug ·
Frans de Wollantsspoorbrug ·
Gaasperdammerspoorbrug ·
Haarlemmerwegspoorbrug ·
Heemstedespoorbrug ·
Hemsterhuisspoorbrug ·
Henk Sneevlietspoorbrug ·
Hoogoorddreefspoorbrug ·
Houtmanspoorbrug ·
Houttuinenspoorbrug ·
Insulindespoorbrug ·
Jan Evertsenspoorbrug ·
Jan van Galenspoorbrug ·
Johan Huizingaspoorbrug ·
Kabelwegspoorbrug ·
Karspeldreefspoorbrug ·
Kastrupspoorbrug ·
Kattenburgerspoorbrug ·
Korte Prinsengrachtspoorbrug ·
Kruislaanspoorbrug ·
Lelylaanspoorbrug ·
Linnaeuskadespoorbrug ·
Linneausstraatspoorbrug ·
Meibergpadspoorbrug ·
Molukkenspoorbrug ·
Mr. Treubspoorbrug ·
Museumlijnspoorbrug ·
Nieuwegeinspoorbrug ·
Nieuwe Haagsespoorbrug ·
Noordzeewegspoorbrug ·
Omvalspoorbrug ·
Oostertoegangsspoorbrug ·
Oosterdoksspoorbrug ·
Overbrakerspoorbrug ·
Overzichtspoorbrug ·
Pablo Nerudaspoorbrug West ·
Pablo Nerudaspoorbrug Oost ·
Parnassusspoorbrug ·
Piarcospoorviaduct ·
Pieter Calandspoorbrug ·
Planciusspoorbrug ·
Ringdijkspoorbrug ·
Robert Fruinspoorbrug ·
Rozenoordspoorbrug ·
Schinkelspoorbrug ·
Seinewegspoorbrug Noord ·
Seinewegspoorbrug Zuid ·
Sloterdijkerwegspoorweg ·
Solitudolaanspoorbrug ·
Spaarndammerspoorbrug ·
Strandvlietspoorbrug ·
Tafelbergspoorbrug ·
Tjepmaspoorbrug ·
Transformatorwegspoorbrug ·
Van Swindenspoorbrug ·
Vlaardingenspoorbrug ·
Westerdoksdijkspoorbrug ·
Westertoegangsspoorbrug ·
Wibautspoorbrug ·
Wiltzanghspoorbrug ·
Wijttenbachspoorbrug ·
Zaandijkspoorbrug ·
Zaventemspoorbrug ·
Zeeburgerdijkspoorbrug ·
Zeeburgerpadspoorbrug
1. ↑  Bims is straattaal voor Bijlmer alhoewel de brug in de wijk Gaasperdam is gelegen
2. ↑  https://www.amsterdam.nl/stadsdelen/zuidoost/nieuws/feestelijke-opening-lichtkunstwerken/